# Кубок України з баскетболу серед чоловіків

## Історія
Першим володарем Кубка України в червні 1993 року стала одеська «БІПА-Мода». Цікаво, що одесити на той час формально носили статус клубу першої ліги, хоча і встигли ще до кубкового фіналу оформити перемогу в дивізіоні й завоювати путівку у вищу лігу. Це єдиний випадок в історії Кубка України, коли переможцем турніру став клуб з нижчого дивізіону.
Розіграш Кубка України проводився не регулярно: у сезонах 1992 року, 1993—94, 1994—95, 1997—98, 1999—00, 2003—04 та 2004—05 федерація баскетболу України з різних причин від проведення турніру відмовлялася. В сезоні 2021—22 та 2022—23 розіграш не проводився через російську агресію.
В сезоні 2008—09 був проведений паралельний кубковий турнір, що мав назву кубок УБЛ. 
В сезоні 2009—10 Кубок України почали розігрувати тільки серед клубів Суперліги і з наступного сезону той турнір став носити офіційний статус Кубка Суперліги (самостійного турніру Асоціації баскетбольних клубів України). Таким чином у сезонах 2010—11, 2011—12 та 2012—13 паралельно трофей розігрували окремо колективи нижчих дивізіонів.

## Фінали Кубка
| Рік                       | Володар                        | Фіналист                        | Рахунок | Місто проведення | MVP фіналу чотирьох                |
| ------------------------- | ------------------------------ | ------------------------------- | ------- | ---------------- | ---------------------------------- |
| 1993                      | СКА «БІПА-Мода» (Одеса) (1)    | БК «ТІІТ» (Харків)              | 97:65   | Одеса            | Володимир Левицький (ТІІТ)         |
| 1995—96                   | «Будівельник-Хорда» (Київ) (1) | «Шахтар» (Донецьк)              | 112:92  | Київ             | Леонід Яйло (Будівельник-Хорда)    |
| 1996—97                   | «ЦСКА-Ріко» (Київ) (1)         | «Денді-Баскет» (Київ)           | 105:84  | Київ             | Андрій Харчинський (ЦСКА-Ріко)     |
| 1998—99                   | «ЦСКА-Ріко» (Київ) (2)         | СК «Миколаїв»                   | 71:47   | Київ             | Володимир Холопов (ЦСКА-Ріко)      |
| 2000—01                   | МБК «Одеса» (2)                | МБК «Миколаїв»                  | 82:81   | Ізмаїл           | Олександр Раєвський (МБК Миколаїв) |
| 2001—02                   | БК «Азовмаш» (Маріуполь) (1)   | БК «Пульсар» (Рівне)            | 85:70   | Миколаїв         | Олександр Пащенко (Азовмаш)        |
| 2002—03                   | БК «Азовмаш» (Маріуполь) (2)   | БК «Сумихімпром» (Суми)         | 88:67   | Маріуполь        | Андрій Ботічев (Азовмаш)           |
| 2005—06                   | БК «Азовмаш» (Маріуполь) (3)   | БК «Київ»                       | 81:73   | Маріуполь        | Халід Ель-Амін (Азовмаш)           |
| 2006—07                   | БК «Київ» (1)                  | БК «Азовмаш» (Маріуполь)        | 75:65   | Київ             | Артур Дроздов (БК Київ)            |
| 2007—08                   | БК «Азовмаш» (Маріуполь) (4)   | БК «Київ»                       | 73:63   | Суми             | Єгор Мещеряков (Азовмаш)           |
| 2008—09                   | БК «Азовмаш» (Маріуполь) (5)   | БК «Київ»                       | 75:74   | Київ             | Халід Ель-Амін (Азовмаш)           |
| 2008—09 (Кубок УБЛ)       | БК «Будівельник» (Київ)        | БК «Одеса»                      | 87:82   | Одеса            | Томас Делінінкайтіс (Будивельник)  |
| 2009—10                   | «Ферро-ЗНТУ» (Запоріжжя) (1)   | БК «Київ»                       | 82:74   | Київ             | В'ячеслав Кравцов (БК Київ)        |
| 2010—11 (Кубок Суперліги) | БК «Дніпро»                    | БК «Азовмаш» (Маріуполь)        | 81:79   | Дніпро           | Стівен Буртт (Дніпро)              |
| 2010—11                   | БК «Черкаські мавпи» (1)       | «Волиньбаскет» (Луцьк)          | 73:52   | Черкаси          | Михайло Насенник (Черкаські мавпи) |
| 2011—12 (Кубок Суперліги) | БК «Будівельник» (Київ)        | «Ферро-ЗНТУ» (Запоріжжя)        | 82:70   | Южне             | Ренді Калпеппер (Запоріжжя)        |
| 2011—12                   | БК «Авіастар» (Запоріжжя) (1)  | СК «Муссон» (Севастополь)       | 88:86   | Севастополь      | Віталій Бойко (Авіастар)           |
| 2012—13 (Кубок Суперліги) | «Ферро-ЗНТУ» (Запоріжжя)       | БК «Говерла» (Івано-Франківськ) | 87:69   | Львів            | Олександр Рибалко (Ферро-ЗНТУ)     |
| 2012—13                   | «Волиньбаскет» (Луцьк) (1)     | БК «Харцизьк»                   | 76:73   | Луцьк            | Дмитро Швагринський (Волиньбаскет) |
| 2013—14                   | БК «Будівельник» (Київ) (2)    | БК «Донецьк»                    | 96:88   | Київ             | Даріуш Лавринович (Будівельник)    |
| 2014—15                   | БК «Будівельник»(Київ) (3)     | БК «Дніпро»                     | 73:60   | Київ             | Максим Пустозвонов (Будівельник)   |
| 2015—16 (Кубок Суперліги) | БК «Дніпро»                    | БК «Будівельник»(Київ)          | 75:63   | Дніпропетровськ  | Олександр Мішула (Дніпро)          |
| 2015—16                   | БК «Хімік» (Южний) (1)         | БК «Кривбас» (Кривий Ріг)       | 71:51   | Київ             | Володимир Конєв (Хімік)            |
| 2016—17                   | БК «Дніпро» (1)                | БК «Будівельник» (Київ)         | 86:82   | Київ             | Станіслав Тимофеєнко (Дніпро)      |
| 2017—18                   | БК «Дніпро» (2)                | БК «Хімік» (Южний)              | 78:71   | Харків           | Дмитро Глєбов (Дніпро)             |
| 2018—19                   | БК «Дніпро» (3)                | БК «Одеса»                      | 74:69   | Дніпро           | Олександр Мішула (Дніпро)          |
| 2019—20                   | БК «Хімік» (Южний) (2)         | БК «Дніпро»                     | 78:77   | Южний            | Льюїс Салліван (Хімік)             |
| 2020—21                   | БК «Будівельник» (Київ) (4)    | БК «Черкаські мавпи»            | 93:70   | Київ             | Стівен Буртт (Будівельник)         |
| 2023—24                   | БК «Дніпро» (4)                | БК «Прометей»                   | 65:64   | Київ             | Максим Закурдаєв (Дніпро)          |
| 2024—25                   | БК «Дніпро» (5)                | БК «Рівне»                      | 95:69   | Дніпро           | Станіслав Тимофеєнко (Дніпро)      |